# Labenopimplinae
Labenopimplinae (лат.) — подсемейство вымерших наездников семейства Ichneumonidae. Известны из нижнего мела Афротропики (Ботсвана), Дальнего Востока и Таймыра (Россия).

## Описание
Мелкие наездники с длиной переднего крыла от 1,15 до 15 мм. Нотаули, если развиты, параллельные. Жилки переднего крыла C+Sc и R расположены близко друг к другу, но не полностью сливаются (с отчётливым швом между C+Sc и R), иногда между ним и перед птеростигмой есть узкая ячейка. Проподеум с развитой системой швов. Метасома с коротким и широким первым сегментом. Яйцеклад длинный. Соединяет в себе признаки Labeninae, Pimplinae и Tryphoninae. Впервые было выделено в 2010 году российским палеоэнтомологом Дмитрием Копыловым (ПИН РАН, Москва, Россия) по ископаемым материалам, обнаруженным в меловых отложениях России и Африки.

## Классификация
В подсемейство включены 12 родов и 20 видов.
- Armanopimpla Kopylov, 2010
  - Armanopimpla zherikhini
- Labenopimpla Kopylov, 2010
  - Labenopimpla kasparyani; Labenopimpla orapa Kopylov, Brothers & Rasnitsyn 2010; Labenopimpla rasnitsyni
- Micropimpla Kopylov, 2010
  - Micropimpla lucida; Micropimpla obscura
- Ramulimonstrum Kopylov, 2010
  - Ramulimonstrum intermedium
- Rugopimpla Kopylov, 2010
  - Rugopimpla angusticella; Rugopimpla botswana Kopylov, Brothers & Rasnitsyn 2010; Rugopimpla fallax; Rugopimpla macra; Rugopimpla matrona; Rugopimpla vulgaris

В 2012 году в подсемейство были включены ещё 3 рода (Catachora Townes, 1973, Urotryphon Townes, 1973, Eubaeus Townes, 1973), переведённые из Tryphoninae, и добавлено 2 новых рода и 4 новых вида из меловых янтарей Таймыра: Agapia sukatchevae Kopylov, 2012, Agapteron popovi Kopylov, 2012, Eubaeus abdominalis Kopylov, 2012, и Urotryphon baikurensis Kopylov, 2012.